# Albrekt av Preussen (1837–1906)
Fredrik Wilhelm Nikolaus Albrekt av Preussen, född 8 maj 1837 i Berlin, död 13 september 1906 på slottet Kamenz i Nedre Schlesien, var en preussisk prins och militär.

## Biografi
Albrekt av Preussen var ende son till Fredrik Henrik Albrekt av Preussen och Marianne av Nederländerna. Albrekt tjänstgjorde i Preussens armé.
Han hade i tyska enhetskriget 1866 befäl över en kavalleribrigad och hade under fransk-tyska kriget 1870–1871 flera viktiga befäl, varvid han bland annat med en rörlig kolonn deltog i slagen vid Gravelotte och Sedan. 1875 utnämndes han till general av kavalleriet.
Efter hertig Wilhelms av Braunschweig död valdes Albrekt 21 oktober 1885 av Braunschweigs lantdag till hertigdömets regent och övertog 2 november samma år regeringen. 1888 utnämndes han till generalfältmarskalk och generalinspektör över 1:a arméinspektionen samt, efter Helmuth von Moltkes död 1891 till president i lantförsvarskommissionen.

## Familj
Sedan 1873 var han gift med Maria av Sachsen-Altenburg (1854–1898), dotter till hertig Ernst I av Sachsen-Altenburg.

### Barn
- Friedrich Heinrich (1874–1940)
- Joachim Albrecht (1876–1939); gift 1:o 1919 med Marie Blich-Sulzer (1872–1919); gift 2:o i Wien 1920 med Karoline Stockhammer (1891–1952) (skilda 1936)
- Friedrich Wilhelm (1880–1925); gift i Potsdam 1910 med Agathe zu Hohenlohe-Schillingsfürst (1888–1960)